# .gu
.gu è il dominio di primo livello nazionale assegnato a Guam.